# 特雷济利代
特雷济利代（法語：Trézilidé，法語發音：[tʁezilide]）是法国菲尼斯泰尔省的一个市镇，位于该省北部，属于莫尔莱区。

## 地理
特雷济利代（48°36'33"N, 4°5'15"W）面积4.6 平方千米，位于法国布列塔尼大區菲尼斯泰尔省，该省份为法国最西部的省份，位于布列塔尼半岛西部，北西南三面环大西洋，东临阿摩尔滨海省和莫尔比昂省。
与特雷济利代接壤的市镇（或旧市镇、城区）包括：梅斯波勒、普卢古尔姆、普卢泽韦代、特雷夫拉韦南。

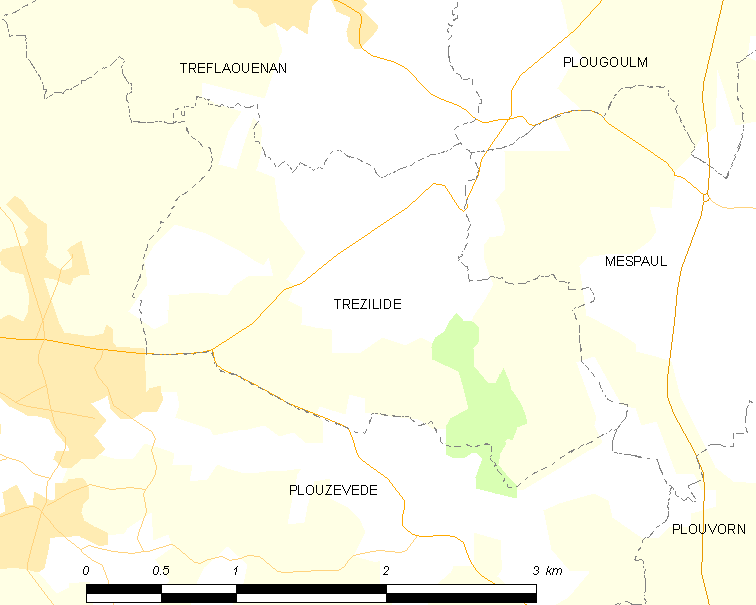
特雷济利代的OSM定位图

特雷济利代的时区为UTC+01:00、UTC+02:00（夏令时）。

## 行政
特雷济利代的邮政编码为29440，INSEE市镇编码为29301。

## 政治
特雷济利代所属的省级选区为朗迪维肖县。

## 人口

1962-2008年间特雷济利代人口变化图示

特雷济利代于2022年1月1日时的人口数量为403人。